# Taylor Swift
Taylor Alison Swift (født 13. december 1989 i Reading, Pennsylvania) er en amerikansk sanger, sangskriver og skuespiller.
Swift har været aktiv i musikbranchen siden 2003 og er en af de bedst sælgende musikere i nyere tid, hvor flere af hendes album har slået salgsrekorder i USA. Hun har sine musikalske rødder i country-genren, men har opnået stor anerkendelse inden for sit arbejde med dance-pop og synthpop. Hun står bag 11 albumudgivelser og har vundet 10 Grammy-priser. Da hendes album Fearless blev tildelt en Grammy for Bedste Album, var hun den yngste modtager af prisen. Hun vandt senere den samme kategori med udgivelsen 1989, hvorved hun blev den første kvindelige kunstner til at vinde prisen to gange. Hun er bl.a. kendt for de selvskrevne sange You Belong With Me, We Are Never Ever Getting Back Together, I Knew You Were Trouble, Shake It Off, Blank Space og Lover. Hun har gentagende gange slået rekorden for den mest indtjenende turné i USA.
Swift har været aktiv i flere filmproduktioner, bl.a. som skuespiller i Tom Hoopers filmatisering af musicalen Cats, mens hun har været involveret i udviklingen af soundtracket til flere film, heriblandt The Hunger Games, hvortil hun modtog sin første Golden Globe nominering. Hun debuterede som filmproducer på den biografiske dokumentar Taylor Swift: Miss Americana, der blev udgivet på Netflix den 31. januar 2020.
I årenes løb er hendes politiske standpunkter blevet mere udtalte, og hun var engageret i det amerikanske midtvejsvalg i 2018. Hun er flere gange blevet nævnt blandt Time Magazines Person of the Year, senest i 2019, bl.a. på baggrund af hendes indflydelse på musikindustrien.

## Karriere

### 2006-2008: DebutalbummetTaylor Swift
Swift opvoksede i Pennsylvania ved byen Reading. Efterfølgende flyttede hun i 2003 til Nashville i Tennessee, hvor hun startede sin musikalske karriere som sangskriver for Sony/ATV. I 2006 fik hun en pladekontrakt med Big Machine Records fra Nashville. Hendes første album, Taylor Swift, blev udgivet i slutningen af 2006 og genudgivet i 2007. Swifts første single, "Tim McGraw", røg ind som nr. 6 på Billboard Country Charts og var den første af fire singler fra albummet, der kom på hitlisten. De restende singler var "Teardrops on My Guitar", "Our Song", "Picture to Burn" og "Should've Said No". I 2007 stod hun bag ep-udgivelsen "The Taylor Swift Holiday Collection", der bestod af seks sange centreret om julen, inklusiv den selvskrevne "Christmas When You Were Mine" og et cover af Whams "Last Christmas".

### 2008-2012:Fearless, Speak Nowog skuespil
Taylor Swifts andet album, Fearless, blev udgivet i USA den 11. november 2008 og den 9. marts 2009 i Danmark. "Fearless" lå nr. 1 i 11 uger på Billboard 200 og var det bedst sælgende album i 2009. Albummet solgte 217.000 albums den første dag og 592.304 den første uge. Den første single fra albummet, "Love Story", var nr. 4 på Billboard Hot 100 og nr. 1 på Billboard Hot Country Songs. Albummet vandt en Grammy for Årets Album, hvorved Swift var den yngste vinder af prisen.
Hun debuterede som skuespiller i Garry Marshall ensemble-komedie Valentine's Day, udgivet i februar 2010. Hun havde en mindre rolle, hvor hun delte scener med Jennifer Garner og Taylor Lautner.
Taylor Swifts tredje album, Speak Now, blev udgivet internationalt den 25. oktober 2010. Albummet var det første, hvor Swift var den eneste krediterede tekstforfatter på albummet. "Speak Now" debuterede som nr. 1 på Billboard 200 og solgte 1.047.000 albums den første uge, hvilket var det bedste første uges salg i 5 år. Den første single fra albummet, "Mine", var hendes femte nr. 1 på Billboard Hot Country Songs.
Hun skrev to sange til biograffilmen The Hunger Games, Eyes Open og den Grammy-nominerede Safe & Sound, som hun udviklede i samarbejde med bandet The Civil Wars.

### 2012-2014:Red
Albummet Red udkom den 22. oktober 2012, og dens første salgsuge blev den bedste i branchen i 10 år. Dette var anden gang, hendes album nåede at sælge mere end 1 million eksemplarer i sin første salgsuge Albummets første single var sangen We Are Never Ever Getting Back Together, som markerede hendes første kollaboration med producerne Max Martin og Shellback. Sangen slog rekorden for bedst sælgende digitale sang og blev hendes første nummer ét på Billboard Hot 100. Swift opførte album-nummeret All Too Well til Grammy Awards 2014, hvor Red var nomineret til flere priser, bl.a. Årets Album. Det var med dette album, at Taylor Swift slog igennem i Danmark. Hendes single "I Knew You Were Trouble" nåede #1 på den danske hitliste og rangerede som den næstmest spillede sang på P3 i løbet af 2013 kun overgået af Pinks "Just Give Me a Reason".

### 2014-2016:1989, "Shake It Off", "Blank Space", "Bad Blood" og verdensturne
I 2014 udgav Swift albummet 1989, hvor hun eksperimenterede med synthpop. Albummet var en stor succes både kommercielt og blandt anmelderne. Det vandt hovedprisen for Årets Album ved Grammyuddelingen i 2016, hvorved Swift blev den første kvinde til at vinde prisen to gange. Albummet var det næstbedst sælgende i årtiet med et salg på 11 millioner eksemplarer kun overgået af Adeles album 21 fra 2011.
Albummet består af 13 numre. Swift er krediteret som sangskriver på alle værker, mens komponister såsom Max Martin, Shellback og Bleachers-frontfiguren Jake Antonoff har samarbejdet med Swift på flere på sangene. Imogen Heap skrev med Swift på sangen Clean, hvortil Heap også leverede baggrundsvokaler. OneRepublic-frontfiguren Ryan Tedder samarbejdede med Swift på sangene "Welcome to New York" og "I Know Places". En deluxeudgave af albummet blev udgivet med yderligere tre sange og tre memoer.
Albummet havde seks singler. Den første single, "Shake it Off", blev udgivet i august 2014. Sangen blev efterfølgende akkompagneret af en musikvideo instrueret af Mark Romanek. Sangen gik direkte til nummer 1 på den amerikanske hitliste Billboard Hot 100 og markerede Swifts anden sang til at opnå denne position. Den blev på hitlisten i yderligere 49 uger. I Danmark nåede den en placering som nummer 1 på Hitlisten, hvilket den bevarede i otte uger. "Shake it Off" blev nomineret til tre Grammypriser. I november 2014 udgav Swift "Blank Space", der erstattede "Shake it Off" som nummer 1 på hitlisten i USA, hvorved Swift var den første kunstner, der erstattede sig selv. En musikvideo blev instrueret af Joseph Khan. I februar 2015 blev "Style" sendt til radiostationer som albummets tredje single. I maj samme år blev et remix af "Bad Blood" med Kendrick Lamar udgivet. Musikvideoen havde gæsteoptrædener af Selena Gomez, Cindy Crawford, Lena Dunham, Gigi Hadid og Zendaya. Sangen blev også nummer 1 i USA og fik otte nomineringer til 2015 MTV Video Music Awards.
I september udgav Swift "Wildest Dreams" som albummets femte single, der var skrevet i samarbejde med Martin og Shellback. Swift samarbejdede igen med Kahn på musikvideoen, som denne gang var delvist filmet i Tanzania. I videoen spiller Swift overfor Scott Eastwood i en fiktiv historie om et Hollywoodpar i 1950'erne. Swift blev mødt med negativ kritik, eftersom enkelte meningsdannere beskyldte musikvideoen for at glamourisere kolonisme. Sangen nåede nummer 5 på den Billboard Hot 100. Swift og Kahn samarbejdede for sidste gang i denne æra med sangen "Out of the Woods", hvis musikvideo blev udgivet nytårsaften 2015. Musikvideoen var filmet på lokation i New Zealand. Sangen blev sendt til amerikansk radio i januar 2016, mens den debuterede på den danske radiokanal P3 i marts 2016 og rangerede som nummer 72 over de 100 mest spillede sange på kanalen i 2016. Sangen var allerede udgivet som promoveringssang i 2014, forud for albummets udgivelse, hvorved salget af sangen var begrænset i forhold til de tidligere singler. Swift opførte sangen som åbningsnummeret til Grammyceremonien i 2016. Albummets sidste single var New Romantics, taget fra Deluxe udgaven af 1989.
Forud for albumudgivelsen fjernede Swift hele sit musik-katalog fra Spotify, som en protest mod de lave priser som streamingtjenesten tilbød kunstnere på platformen.
Som led i albumudgivelsen startede Swift verdensturnéen 1989: The World Tour i marts 2015. Serien holdt 63 stop i Nordamerika og kom forbi Amsterdam, London, Tokyo og Sydney. Turnéen sluttede i december 2015. I alt indtjente turen 258 millioner amerikanske dollar og var den mest indtjenende turné i USA nogensinde. I december 2015 blev en koncertfilm udgivet eksklusivt på Apple Music. Under turnéen inviterede Swift flere musikere til at opføre en duet, heriblandt Mick Jagger, Mary J. Blige, Justin Timberlake, Sam Smith, Ellie Goulding og The Weeknd. Samtidig blev andre kendisser inviteret på scenen, såsom Julia Roberts, Chris Rock og Ellen Degeneres. Lisa Kudrow opførte karakteren Phoebe Buffay fra komedieserien Friends og sammen med Swift opførte de sangen Smelly Cat som duet.
Sange fra 1989 er blevet brugt på soundtrack til film som Single i New York, Kæledyrenes Hemmelige Liv, samt animations-musicalen Syng, hvori Shake It Off synges af Reese Witherspoon. I 2015 udgav Ryan Adams coveralbummet 1989, udelukkende bestående af nyfortolkninger af Swifts tekster.

### 2016-2018: Pause og comeback medReputation
I 2016 påbegyndte Swift en pause fra offentligheden, som følge af en række personlige nedture og en følelse af overeksponering. Hun var stadig aktuel i branchen og skrev sangen This Is What You Came For i samarbejde med Calvin Harris, som blev opført af Harris og Rihanna. Swift krediterede sig under pseudonymet Nils Sjöberg. Sidst på året var hun aktuel med duetten I Don't Wanna Live Forever, overfor Zayn Malik. Sangen blev udgivet på soundtracket til biograffilmen Fifty Shades - I Mørket. Sangen modtog en Grammynominering i kategorien Best Song Written for Visual Media. Ved samme ceremoni var Swift nomineret i kategorien Best Country Song, eftersom hun komponerede sangen Better Man, som hun gav til gruppen Little Big Town.
I august 2017 vandt Swift en retssag mod DJ David Mueller, angående en klage om sexchikane.
Samme måned annoncerede Swift sin femte albumudgivelse, Reputation. Albummet tager afsæt i den konstante medieomtale, hun har oplevet i sin karriere, og hvordan det har påvirket hendes privatliv. Debutsinglen, "Look What You Made Me Do", blev udgivet samme august og slog åbningsrekorder på YouTube og Spotify. Efterfølgende fulgte tre officielle singler fra albummet, "...Ready for It", "End Game" og "Delicate". Samtidig blev "Gorgeous" udgivet på danske radiostationer som en promoveringssingle. Albummet modtog en Grammynominering og var hendes første udgivelse siden Speak Now, der ikke modtog en nominering til Årets Album.
I december 2017 blev Swift kåret som Person of the Year af Time Magazine I forbindelse med det amerikanske midtvejsvalg i 2018 ytrede Swift sig politisk, hvilket hun tidligere havde været tilbageholdende med. Hun opfordrede sine fans til at registrere sig til at stemme til valget, uanset hvilken politisk ideologi de støtter. Hun gjorde opmærksom, på at hun støttede to demokratiske kandidater, og kritiserede den republikanske kandidat Marsha Blackburn for hendes racistiske og homofobiske værdier. Efterfølgende valgte 250.000 nye individer at registrere sig, hvilket blev beskrevet som Taylor Swift-effekten af DR-journalist Jakob Busk Olsen. Den amerikanske præsident, Donald Trump, kritiserede efterfølgende Swift for hendes politiske kommentarer.
I maj – oktober 2018 var hun på turnéen Reputation Stadium Tour. Koncertserien satte rekord for den mest indtjenende turné nogensinde i USA, hvorved Swift slog sin egen rekord. Camila Cabello og Charli XCX var opvarmning til koncerten. I december samme år blev en koncertfilm udgivet på Netflix. Hun annoncerede i 2018, at hun forlod sit pladeselskab Big Machine Productions og skiftede til Republic Records.

### 2019–:Lover,Catsog koncertdebut i Danmark
I 2019 udgav Swift sit sjette studiealbum, Lover. Albummet markerede hendes første album med Republic Records og blev udgivet i august måned. På albummet medvirkede Dixie Chicks og Panic! At the Disco i gæsteoptrædener. Senere udgav Swift en kollaboration med Shawn Mendes i form af et remix af titelsangen, "Lover".
Den første single fra albummet var popduetten "ME!", hvor Swift synger overfor Brendon Urie fra Panic! At the Disco. Sangen blev udgivet i april 2019 og klarede sig solidt på streamingsplatforme, hvor den bl.a. opnåede 65 millioner visninger på YouTube i sine første 24 timer. Sangen fik en blandet modtagelse fra fans og kritikere, hvilket bl.a. førte til, at Swift fjernede dele af teksten i forbindelse med albumudgivelsen af sangen. I juni blev You Need To Calm Down udgivet som anden single fra albummet. Swift var krediteret som instruktør på musikvideoen, hvor rollelisten var besat af RuPaul, Ellen DeGeneres, Ryan Reynolds, Katy Perry, værter fra Netflix serien Queer Eye, samt Swift-impersonator og drag-queen Jade Jolie fra RuPauls Drag Race Swift blev kritiseret af flere amerikanske medier for videoens portrættering af LGBT-miljøet og beskyldte hende for at profitere på Pride-begivenheden. Projektet vandt Video of the Year ved MTV Video Music Award. I forbindelse med byens Pride arrangement i 2019, optrådte hun på StoneWall bar i New York med en gratis minikoncert arrangeret af Jesse Tyler Ferguson fra Modern Family Swift lancerede underskriftindsamlingen Change.org i håb om at forbedre den amerikanske Equality Act, der mindsker diskrimination overfor LGBT-individer. Projektet hentede over 500.000 signaturer og mødte støtte fra demokratiske præsidentkandidater Elizabeth Warren og Beto O'Rourke.
I juni samme år udgav hun synthpop-balladen "The Archer" som en promoveringsudgivelse fra albummet. Sangen skrev Swift i samarbejde med Jack Antonoff. Den tredje officielle single – titelnummeret, "Lover" – blev udgivet i august, én uge før albummet. Sangen blev mødt med stor ros fra det amerikanske anmelderkorps. Albummet blev udgivet den 23. august 2019 og blev Swifts bedst anmeldte udgivelse i hendes karriere. Albummet overgik soundtracket til A Star Is Born som det bedst sælgende album i 2019.. I november 2019 fik albummet tre Grammynomineringer. Hun rangerede året som den tredje mest streamede kunster på Spotify i 2019.
Forud for sin albumudgivelse, rangerede Swift som den mest indtjenende berømthed med en indkomst på $185 millioner i 2018 (1,2 milliarder DKK), hvorved hendes beløb overgik den af fodboldspillerne Lionel Messi, Cristiano Ronaldo, samt musikerne Ed Sheeran og Kanye West.
I december 2019 er hun aktuel i filmen Cats, som er baseret på Broadwaymusicalen af samme navn af Andrew Lloyd Webber. Webber og Swift samarbejdede på balladen "Beautiful Ghosts" til filmens soundtrack. Sangen blev udgivet i november 2019, mens den måneden efter modtog en Golden Globe nominering, hvilket markerede hendes tredje i karrieren. Hun annoncerede i december dokumentarfilmen Taylor Swift: Miss Americana til udgivelse ved Sundance Film Festival i 2020, samt julesangen Christmas Tree Farm, baseret på hendes opvækst ved en juletræsfarm i Pennsylvania.
Swifts koncerter påvirker forretningslivet i de pågældende byer, hvor fx Eras Tour i 2024 medvirkede til at hotellers belægningsgrad og værelsespris nåede op på niveau med Super Bowl i Las Vegas og Olympiske Lege i Paris. Eras Tour havde 149 udsolgte koncerter på 2 år, og havde en billetindtjening på 14 milliarder kroner, og 2,8 mia kr i salg af merchandise.

## Diskografi
- Taylor Swift (2006)
- Fearless (2008)
- Speak Now (2010)
- Red (2012)
- 1989 (2014)
- Reputation (2017)
- Lover (2019)
- Folklore (2020)
- Evermore (2020)
- Midnights (2022)
- The Tortured Poets Department (2024)

## Filmografi
| År   | Titel                        | Rolle                  | Instruktør     | Produktionsselskab          |
| ---- | ---------------------------- | ---------------------- | -------------- | --------------------------- |
| 2020 | Taylor Swift: Miss Americana | Producer               | Lana Wilson    | Netflix                     |
| 2019 | Cats                         | Skuespil - Bombularina | Tom Hooper     | Universal Studios           |
| 2014 | The Giver                    | Skuespil - Rosemary    | Phillip Noyce  | Walden Media                |
| 2013 | New Girl: Elaine's Big Day   | Skuespil - Elaine      | Jake Kasdan    | 20th Century Fox Television |
| 2012 | Lorax - Skovens Beskytter    | Skuespil - Audrey      | Chris Renaud   | Universal Studios           |
| 2010 | Valentine's Day              | Skuespil - Felicia     | Garry Marshall | New Line Cinema             |
| 2009 | Hannah Montana: The Movie    | Skuespil - Taylor      | Peter Chelsom  | Walt Disney Pictures        |

## Opvækst
Taylor Swift blev født den 13. december 1989 i Reading, Pennsylvania, USA. Hendes fulde navn er Taylor Alison Swift. Hendes far Scott Kingsley Swift var finansmand, og hendes mor, Andrea Gardner Swift, var markedsføringsleder. Swift voksede op på en juletræsgård i Wyomissing, Pennsylvania, og hun udviklede tidligt en interesse for musik.
Da Swift var omkring 10 år gammel, begyndte hun at optræde i lokale forestillinger og talentkonkurrencer. Hendes familie støttede hendes musikalske ambitioner og flyttede senere til Nashville, Tennessee, da Swift var 14 år gammel, for at hun kunne forfølge en karriere inden for countrymusik.
Swifts opvækst i Nashville, som er kendt som et centrum for countrymusik, gav hende mulighed for at udvikle sit talent og netværke med musikindustriens fagfolk. Hendes tidlige arbejde med sangskrivning og optræden førte til, at hun underskrev en pladekontrakt med Big Machine Records som teenager.

## Personlige liv
Swifts hovedbopæl ligger i Midtown Nashville, Tennessee. Hun ejer også en bolig i Beverly Hills, Californien. Ifølge Forbes's Celebrity 100 list, som offentliggøres i maj hvert år tjente Swift $18 millioner i 2009, $45 millioner i 2010, $45 millioner i 2011 og $57 millioner i 2012 Hun købte i 2014 en lejlighed i New York.

### Familie
Swift købte et hus i Belle Meade, Tennessee, med fire soveværelser til sine forældre. Swifts lillebror, Austin, studerer på University of Notre Dame. I december 2014 blev Swifts mor diagnosticeret med kræft.
Taylor har en stor passion for katte og har 3 af slagsen. Hun erhvervede sig sin første kat, Meredith Grey, i 2011. I 2014 kom Olivia Benson til. Begge katte er af racen Scottish Fold og deres navne er inspireret af Taylors favorit tv-show Greys hvide verden. I 2019 under optagelserne til musikvideoen til singlen ME! overrækker Brendon Urie en killing af racen Ragdoll til Taylor - efter optagelserne adopterede Taylor killingen, som nu går under navnet Benjamin Buttons, eller bare Benji.

### Forhold
Swift datede sangeren Joe Jonas fra juli til oktober 2008, og skuespilleren Taylor Lautner fra oktober til december 2009. Hun datede skuespilleren Jake Gyllenhaal fra oktober til december 2010. Swift datede efterkommeren til den amerikanske præsident John F. Kennedy, Conor Kennedy i sommeren 2012. Hun datede One Direction-sangeren Harry Styles fra oktober 2012 til januar 2013.
Taylor Swift var i et fast forhold med den britiske skuespiller Joe Alwyn fra 2017 til 2023. Hun begyndte at komme sammen med den amerikanske amerikansk fodbold-spiller Travis Kelce i september 2023.